# Принс-Альберт (Саскачеван)
 Принс-Альберт  (англ.  Prince Albert) — город в провинции Саскачеван в Канаде на реке Северный Саскачеван. Город насчитывает 34 138 жителей (2006) (512/км ²) и находится на высоте в 440 м над уровнем моря. Национальный парк Принс-Альберт (англ.  Prince Albert National Park) расположен в 51 км севернее города Принс-Альберт.
Три бывших премьер-министра Канады представляли в Парламенте избирательный округ «Принц-Альберт»:
- Уилфред Лорье (англ.  Wilfrid Laurier) — 7-й премьер-министр Канады (1896—1911).
- Маккензи Кинг (англ.  William Lyon Mackenzie King) — 19-й премьер-министр Канады (1921—1926), (1926—1930), и (1935—1948).
- Джон Дифенбейкер (англ.  John Diefenbaker) — 13-й премьер-министр Канады (1957—1963).

## История
Поселение было основано в 1866 году как пресвитерианская миссия для индейцев кри и названа в честь мужа королевы Виктории.